# Jasta (Album)
Jasta ist das Solo-Debütalbum des US-amerikanischen Sängers Jamey Jasta. Es wurde am 22. Juli 2011 bei Century Media veröffentlicht.

## Entstehung und Stil
Das von Jasta selbst produzierte Album entstand über einen Zeitraum von drei Jahren und wurde mit zahlreichen Gastmusikern in Milford, Connecticut aufgenommen. Als Instrumentalisten fungierten zwei Mitglieder von Kingdom of Sorrow, die Brüder Charlie und Nick Bellmore. Dabei fielen die Stücke teilweise melodischer aus, als bei Jastas anderen Aktivitäten üblich.
Bekanntester Gastmusiker ist Zakk Wylde, der bei The Fearless Must Endure zu hören ist. Auf der Limited Edition ist eine zusätzliche Version dieses Stücks enthalten. Weiterhin sind Randy Blythe (Lamb of God), Tim Lambesis (As I Lay Dying), Mike Vallely (Revolution Mother) und Phil Labonte (All That Remains) zu hören.

## Rezeption
Im Magazin Rock Hard vergab Thomas Kupfer acht von zehn Punkten. Er schrieb es sei die „vielleicht größte Leistung“ in Jastas bisheriger Karriere, dass er auf dem Album seine „übersprühende Energie auch in für ihn eher untypische Songs“ transportiere. Michael Edele von Laut.de vergab vier von fünf Sternen. Sein Fazit lautete: „Hatebreed-Fans können die Scheibe antesten. Aber auch Leute, die bislang mit Hatebreed nicht so viel anzufangen wussten, könnten auf Jasta die ein oder andere interessante Nummer finden.“

## Titelliste
1. Walk That Path Alone
2. Mourn the Illusion
3. Screams from the Sanctuary
4. Nothing They Say
5. Anthem of the Freedom Fighter
6. Something You Should Know
7. Set You Adrift
8. Enslaved, Dead or Depraved
9. With a Resounding Voice
10. The Fearless Must Endure
11. Heart of Warrior
12. Death Bestowed
13. Bury Me with My Beliefs (*)
14. The Fearless Must Endure (Shredathon Version) (*)

(* Bonustitel der limitierten Edition)